# 平島松尾

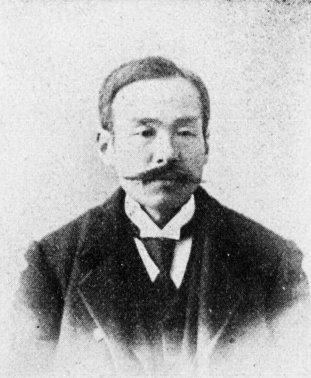
平島松尾

平島 松尾（ひらしま まつお、安政元年11月17日（1855年1月5日） - 昭和14年（1939年）8月13日）は、日本の衆議院議員（自由党→憲政党→憲政本党→憲政会）。

## 経歴
陸奥国安達郡二本松（現二本松市）で二本松藩士平島正就の長男として生まれ、藩校で漢学を学ぶ。戊辰戦争に従軍した後、英学を学び、1873年（明治6年）に福島小学校の教員となった。その後、大蔵省、ついで福島県に勤務するが、1881年（明治14年）に官を辞し、自由党に入党した。しかし翌年、福島事件により河野広中とともに逮捕された。1889年（明治22年）、特赦により出獄し、河野とともに大同団結運動に参加した。
福島県会議員を経て、1894年（明治27年）の第3回衆議院議員総選挙に当選。当選回数は7回を数えた。
また「福島民友新聞」や「福島実業雑誌」を創刊した。